# Dyskografia Lany Del Rey
Dyskografia Lany Del Rey – amerykańskiej wokalistki indierockowej, składa się z dziewięciu albumów studyjnych, pięciu minialbumów, trzydziestu dziewięciu singli oraz siedemnastu teledysków.
W 2008 roku Lana Del Rey pod pseudonimem Lizzy Grant nagrała swój pierwszy minialbum Kill Kill, na którym znalazły się trzy utwory wokalistki. Dwa lata później piosenkarka wydała swój pierwszy długogrający album Lana Del Ray A.K.A. Lizzy Grant. Album wydany został jedynie w formie cyfrowej na iTunes, nie osiągnął jednak komercyjnego sukcesu, nie był także notowany na listach przebojów.
W 2012 roku wokalistka podjęła współpracę z wydawnictwami muzycznymi Interscope oraz Polydor i nagrała album zatytułowany Born to Die, który uzyskał status platynowej płyty w Australii, Austrii, Niemczech, Szwajcarii oraz Polsce, a także status złotej płyty w Kanadzie i Danii. Pochodzący z albumu singel „Video Games” zajął 9. miejsce na liście przebojów UK Singles Chart, 2. pozycję w zestawieniu Schweizer Hitparade czy też 3. miejsce na holenderskiej liście przebojów MegaCharts. Singel uzyskał także status podwójnej platynowej płyty w Szwajcarii, platynowej płyty w Austrii i Niemczech oraz złotej płyty w Australii. Drugim utworem promującym wydawnictwo został tytułowy utwór „Born to Die”, który powtórzył sukces pierwszego singla zajmując między innymi 12. miejsce w zestawieniu Irish Singles Chart oraz 7. miejsce na duńskiej liście przebojów Tracklisten. Pozostałymi singlami promującymi album zostały „Blue Jeans”, „Summertime Sadness” oraz „National Anthem”.

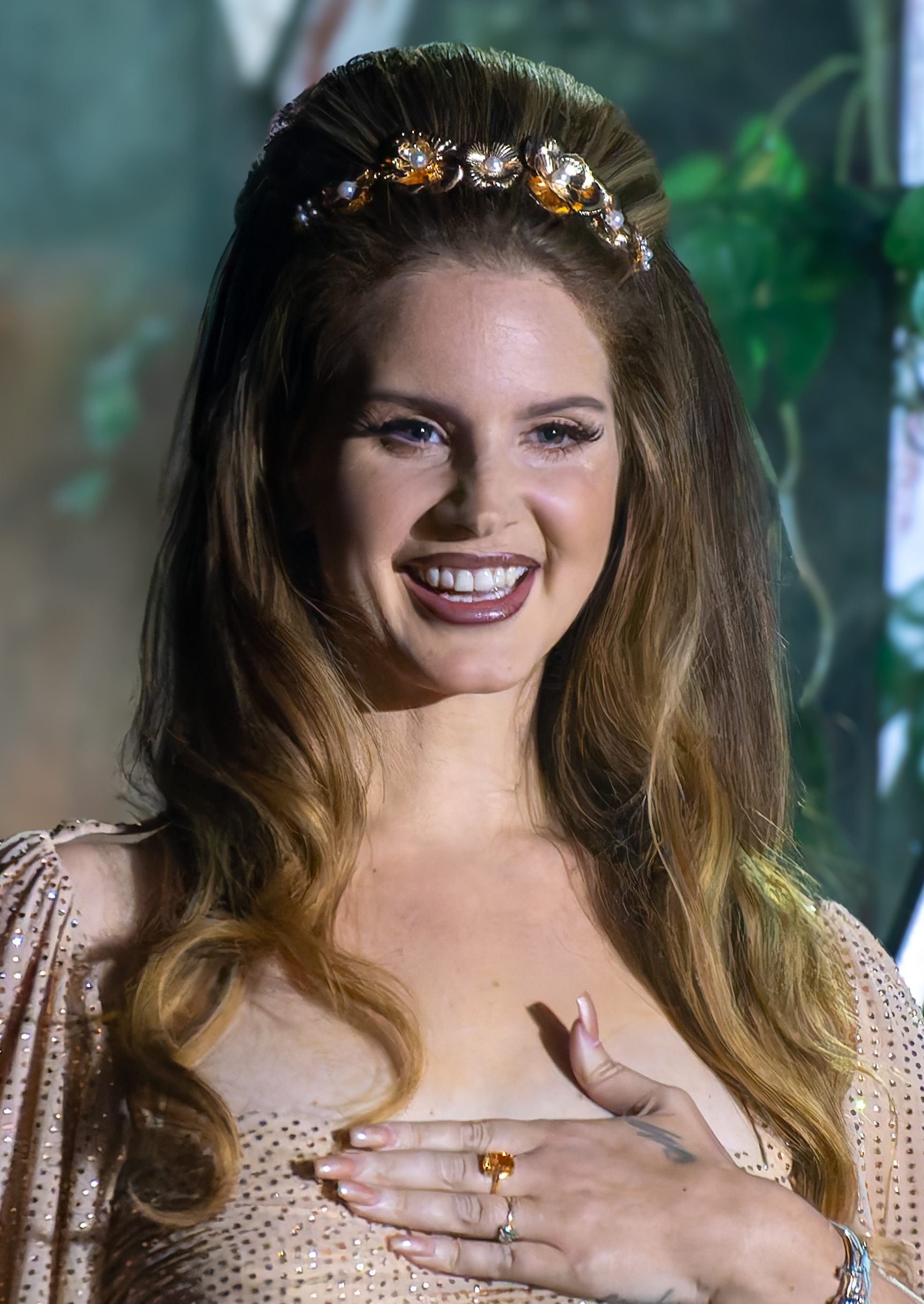
Lana Del Rey(2024)

9 listopada 2012 roku wydana została reedycja albumu Born to Die, zatytułowana Born to Die: The Paradise Edition. Singlem promującym wydawnictwo został utwór „Ride”, do którego nakręcono teledysk w reżyserii Anthony'ego Mandlera.

## Albumy studyjne
| Rok                                                     | Album | Najwyższe pozycje na listach | Najwyższe pozycje na listach | Najwyższe pozycje na listach | Najwyższe pozycje na listach | Najwyższe pozycje na listach | Najwyższe pozycje na listach | Najwyższe pozycje na listach | Najwyższe pozycje na listach | Najwyższe pozycje na listach | Najwyższe pozycje na listach | Najwyższe pozycje na listach | Najwyższe pozycje na listach | Najwyższe pozycje na listach | Najwyższe pozycje na listach | Najwyższe pozycje na listach | Najwyższe pozycje na listach | Najwyższe pozycje na listach | Najwyższe pozycje na listach | Najwyższe pozycje na listach | Najwyższe pozycje na listach | Sprzedaż                                                                                           | Certyfikaty |
| Rok                                                     | Album | POL                          | UK                           | AUS                          | AUT                          | BEL                          | CAN                          | DNK                          | ESP                          | FIN                          | FRA                          | GER                          | IRL                          | ITA                          | NLD                          | NOR                          | NZ                           | POR                          | SWE                          | SWI                          | USA                          | Sprzedaż                                                                                           | Certyfikaty |
| ------------------------------------------------------- | --- | ---------------------------- | ---------------------------- | ---------------------------- | ---------------------------- | ---------------------------- | ---------------------------- | ---------------------------- | ---------------------------- | ---------------------------- | ---------------------------- | ---------------------------- | ---------------------------- | ---------------------------- | ---------------------------- | ---------------------------- | ---------------------------- | ---------------------------- | ---------------------------- | ---------------------------- | ---------------------------- | -------------------------------------------------------------------------------------------------- | --- |
| 2010                                                    | Lana Del Rey - Data: 4 stycznia 2010 - Wydawca: 5 Points Records - Format: digital download                   | –                            | –                            | –                            | –                            | –                            | –                            | –                            | –                            | –                            | –                            | –                            | –                            | –                            | –                            | –                            | –                            | –                            | –                            | –                            | –                            | | |
| 2012                                                    | Born to Die - Data: 27 stycznia 2012 - Wydawca: Interscope, Polydor - Format: CD, LP, digital download        | 2                            | 1                            | 1                            | 1                            | 2                            | 3                            | 3                            | 7                            | 5                            | 1                            | 1                            | 1                            | 5                            | 2                            | 1                            | 2                            | 3                            | 14                           | 1                            | 2                            | - USA: 3 000 000+ - UK: 1 200 000+ - DEU: 800 000+ - FRA: 500 000+ - CAN: 400 000+ - POL: 100 000+ | - USA: 3x platynowa płyta - UK: 4x platynowa płyta - DEU: 4x platynowa płyta - FRA: diamentowa płyta - CAN: 5x platynowa płyta - POL: diamentowa płyta |
| 2014                                                    | Ultraviolence - Data: 13 czerwca 2014 - Wydawca: Interscope, Polydor - Format: CD, LP, digital download       | 1                            | 1                            | 1                            | 5                            | 1                            | 1                            | 1                            | 1                            | 1                            | 2                            | 3                            | 2                            | 2                            | 5                            | 1                            | 1                            | 3                            | 6                            | 2                            | 1                            | - USA: 1 000 000+ - UK: 300 000+ - DEU: 100 000+ - FRA: 100 000+ - CAN: 80 000+ - POL: 20 000+     | - USA: platynowa płyta - UK: platynowa płyta - DEU: złota płyta - FRA: platynowa płyta - CAN: platynowa płyta - POL: platynowa płyta                   |
| 2015                                                    | Honeymoon - Data: 18 września 2015 - Wydawca: Interscope, Polydor - Format: CD, LP, digital download, kaseta  | 3                            | 2                            | 1                            | 4                            | –                            | 3                            | 7                            | 4                            | 12                           | 3                            | 4                            | 1                            | 2                            | 5                            | 6                            | 2                            | 2                            | 3                            | 3                            | 2                            | - USA: 500 000+ - UK: 100 000+ - CAN: 80 000+ - FRA: 50 000+ - POL: 40 000+                        | - USA: złota płyta - UK: złota płyta - CAN: platynowa płyta - FRA: złota płyta - POL: 2x platynowa płyta                                               |
| 2017                                                    | Lust for Life - Data: 21 lipca 2017 - Wydawca: Interscope, Polydor - Format: CD, LP, digital download, kaseta | 2                            | 1                            | 1                            | 5                            | 4                            | 1                            | 5                            | 1                            | 3                            | 2                            | 8                            | 2                            | 6                            | 6                            | 1                            | 2                            | 1                            | 1                            | 2                            | 1                            | - USA: 500 000+ - UK: 100 000+ - CAN: 80 000+ - FRA: 50 000+ - BRA: 40 000+ - POL: 40 000+         | - USA: złota płyta - UK: złota płyta - CAN: platynowa płyta - FRA: złota płyta - BRA: platynowa płyta - POL: 2x platynowa płyta                        |
| 2019                                                    | Norman Fucking Rockwell! - Data: 31 sierpnia 2019 - Wytwórnia: Interscope, Polydor                            | 4                            | 1                            | 4                            | 7                            | 2                            | 3                            | 3                            | 2                            | 6                            | 4                            | 5                            | 1                            | 5                            | 4                            | 2                            | 5                            | 1                            | 2                            | 1                            | 3                            | - USA: 500 000+ - UK: 100 000+ - CAN: 80 000+ - ITA: 25 000+ - POL: 40 000+ - DAN: 20 000+         | - USA: złota płyta - UK: złota płyta - CAN: platynowa płyta - ITA: złota płyta - POL: 2x platynowa płyta - DAN: platynowa płyta                        |
| 2021                                                    | Chemtrails over the Country Club! - Data: 19 marca 2021 - Wytwórnia: Interscope, Polydor                      | 1                            | 1                            | 2                            | 4                            | 2                            | 5                            | 2                            | 4                            | 5                            | 3                            | 3                            | 2                            | 7                            | 2                            | 3                            | 2                            | 1                            | 3                            | 1                            | 2                            | - UK: 100 000+ - FRA: 50 000+ - POL: 20 000+                                                       | - UK: złota płyta - FRA: złota płyta - POL: platynowa płyta                                                                                            |
| 2021                                                    | Blue Banisters                                                                                                |                              |                              |                              |                              |                              |                              |                              |                              |                              |                              |                              |                              |                              |                              |                              |                              |                              |                              |                              |                              | - UK: 60 000+ - POL: 20 000+                                                                       | - UK: srebrna płyta - POL: platynowa płyta |
| 2023                                                    | Did You Know That There’s a Tunnel Under Ocean Blvd                                                           |                              |                              |                              |                              |                              |                              |                              |                              |                              |                              |                              |                              |                              |                              |                              |                              |                              |                              |                              |                              | - UK: 100 000+ - POL: 20 000+                                                                      | - UK: złota płyta - POL: platynowa płyta |
| „–” oznacza, że album nie był notowany na danej liście. | |                              |                              |                              |                              |                              |                              |                              |                              |                              |                              |                              |                              |                              |                              |                              |                              |                              |                              |                              |                              | | |

### Reedycje
| Rok  | Album | Sprzedaż                                                                                  | Certyfikaty |
| ---- | --- | ----------------------------------------------------------------------------------------- | --- |
| 2012 | Born to Die: The Paradise Edition - Data: 9 listopada 2012 - Wydawca: Polydor, Interscope - Format: CD, LP, digital download | - MEX: 90 000+ - SWE: 80 000+ - AUS: 70 000+ - FRA: 50 000+ - ESP: 40 000+ - NZL: 15 000+ | - MEX: platynowa + złota płyta - SWE: 2x platynowa płyta - AUS: platynowa płyta - FRA: złota płyta - ESP: platynowa płyta - NZL: platynowa płyta |

### Box sety
| Rok  | Album                                                               |
| ---- | ------------------------------------------------------------------- |
| 2012 | The Singles - Data: 10 grudnia 2012 - Wydawca: Polydor - Format: LP |

## Minialbumy
| Rok                                                     | Album | Najwyższe pozycje na listach | Najwyższe pozycje na listach | Najwyższe pozycje na listach | Najwyższe pozycje na listach | Najwyższe pozycje na listach |
| Rok                                                     | Album | CAN                          | FRA                          | USA                          | AUS                          | NZ                           |
| ------------------------------------------------------- | --- | ---------------------------- | ---------------------------- | ---------------------------- | ---------------------------- | ---------------------------- |
| 2008                                                    | Kill Kill jako Lizzy Grant - Data: 21 października 2008 - Wydawca: 5 Points Records - Format: digital download | –                            | –                            | –                            | –                            | –                            |
| 2011                                                    | Video Games - Data: 16 października 2011 - Wydawca: Stranger Records                                           | –                            | 40                           | –                            | –                            | –                            |
| 2012                                                    | Lana Del Rey - Data: 10 stycznia 2012 - Wydawca: Stranger, Interscope, Polydor - Format: digital download      | 18                           | –                            | 20                           | –                            | –                            |
| 2012                                                    | Paradise - Data: 9 listopada 2012 - Wydawca: Interscope, Polydor, Stranger - Format: CD, LP, digital download  | 10                           | –                            | 10                           | 19                           | 19                           |
| 2013                                                    | Tropico - Data: 6 grudnia 2013 - Wydawca: Stranger, Interscope, Polydor - Format: digital download             | –                            | –                            | –                            | –                            | –                            |
| „–” oznacza, że album nie był notowany na danej liście. | |                              |                              |                              |                              |                              |

## Single

### Jako główny artysta
| Rok                                                      | Tytuł                                                                   | Najwyższe pozycje na listach | Najwyższe pozycje na listach | Najwyższe pozycje na listach | Najwyższe pozycje na listach | Najwyższe pozycje na listach | Najwyższe pozycje na listach | Najwyższe pozycje na listach | Najwyższe pozycje na listach | Najwyższe pozycje na listach | Najwyższe pozycje na listach | Najwyższe pozycje na listach | Najwyższe pozycje na listach | Najwyższe pozycje na listach | Najwyższe pozycje na listach | Najwyższe pozycje na listach | Najwyższe pozycje na listach | Certyfikat | Album                                               |
| Rok                                                      | Tytuł                                                                   | POL                          | UK                           | AUS                          | AUT                          | BEL                          | CAN                          | DNK                          | ESP                          | FIN                          | FRA                          | GER                          | IRL                          | NLD                          | NZ                           | SWE                          | USA                          | Certyfikat | Album                                               |
| -------------------------------------------------------- | ----------------------------------------------------------------------- | ---------------------------- | ---------------------------- | ---------------------------- | ---------------------------- | ---------------------------- | ---------------------------- | ---------------------------- | ---------------------------- | ---------------------------- | ---------------------------- | ---------------------------- | ---------------------------- | ---------------------------- | ---------------------------- | ---------------------------- | ---------------------------- | --- | --------------------------------------------------- |
| 2011                                                     | „Video Games”                                                           | 5                            | 9                            | 23                           | 2                            | 2                            | 72                           | 18                           | 33                           | 14                           | 2                            | 1                            | 6                            | 3                            | –                            | 56                           | 91                           | - AUS: platynowa płyta - DAN: platynowa płyta - DEU: 2x platynowa płyta - UK: 2x platynowa płyta - USA: 2x platynowa płyta        | Born to Die                                         |
| 2011                                                     | „Born to Die”                                                           | –                            | 9                            | 34                           | 10                           | 10                           | –                            | 7                            | 41                           | 13                           | 13                           | 29                           | –                            | 89                           | –                            | 59                           | –                            | - CAN: złota płyta - DAN: platynowa płyta - DEU: złota płyta - UK: platynowa płyta - USA: 2x platynowa płyta                      | Born to Die                                         |
| 2012                                                     | „Blue Jeans”                                                            | –                            | 32                           | –                            | –                            | 4                            | –                            | 35                           | –                            | –                            | 16                           | –                            | –                            | –                            | –                            | –                            | –                            | - CAN: złota płyta - ITA: złota płyta - UK: złota płyta - USA: 2x platynowa płyta                                                 | Born to Die                                         |
| 2012                                                     | „Summertime Sadness”                                                    | 1                            | –                            | 3                            | 8                            | 15                           | 7                            | –                            | 29                           | –                            | 10                           | 4                            | 7                            | 53                           | 23                           | 20                           | 112                          | - CAN: 2x platynowa płyta - DEU: 3x platynowa płyta - ITA: 3x platynowa płyta - SWI: 5x platynowa płyta - USA: 6x platynowa płyta | Born to Die                                         |
| 2012                                                     | „National Anthem”                                                       | –                            | –                            | –                            | –                            | 40                           | –                            | –                            | –                            | –                            | 152                          | –                            | –                            | –                            | –                            | –                            | –                            | - UK: srebrna płyta - USA: platynowa płyta                                                                                        | Born to Die                                         |
| 2012                                                     | „Ride”                                                                  | –                            | –                            | –                            | 63                           | 3                            | –                            | 40                           | –                            | –                            | 56                           | –                            | –                            | –                            | –                            | –                            | –                            | - UK: srebrna płyta - USA: platynowa płyta                                                                                        | Paradise                                            |
| 2013                                                     | „Dark Paradise”                                                         | 5                            | –                            | –                            | 42                           | –                            | –                            | –                            | –                            | –                            | –                            | 45                           | –                            | –                            | –                            | –                            | –                            | - UK: srebrna płyta - USA: platynowa płyta                                                                                        | Born to Die                                         |
| 2013                                                     | „Young and Beautiful”                                                   | 12                           | 23                           | 8                            | 57                           | 33                           | 45                           | –                            | 24                           | –                            | 31                           | 50                           | 16                           | 79                           | 23                           | 39                           | 22                           | - DAN: platynowa płyta - DEU: 3x platynowa płyta - ITA: 2x platynowa płyta - UK: platynowa płyta - USA: 5x platynowa płyta        | The Great Gatsby                                    |
| 2013                                                     | „Summertime Sadness (Remix)” oraz Cedric Gervais                        |                              | 4                            | 3                            | –                            |                              | 7                            |                              |                              |                              | –                            | –                            |                              |                              | 30                           |                              | 6                            | - AUS: 9x platynowa płyta - HOL: złota płyta - NZL: złota płyta - UK: 3x platynowa płyta                                          | Born to Die: The Paradise Edition                   |
| 2013                                                     | „Young and Beautiful (Remix)” oraz Cedric Gervais                       |                              | –                            | –                            | –                            |                              | –                            |                              |                              |                              | –                            | –                            |                              |                              | 38                           |                              | –                            | - AUS: 4x platynowa płyta - NZL: złota płyta                                                                                      | Born to Die: The Paradise Edition                   |
| 2014                                                     | „Once Upon a Dream”                                                     | –                            | 60                           | –                            | –                            | –                            | –                            | –                            | –                            | –                            | 122                          | –                            | –                            | –                            | –                            | –                            | 105                          | - USA: platynowa płyta | Maleficent                                          |
| 2014                                                     | „West Coast”                                                            | –                            | 21                           | 44                           | 39                           | 4                            | 26                           | 39                           | 12                           | –                            | 34                           | 22                           | –                            | –                            | 31                           | –                            | 17                           | - UK: złota płyta - USA: platynowa płyta                                                                                          | Ultraviolence                                       |
| 2014                                                     | „Shades of Cool”                                                        | –                            | 144                          | 50                           | –                            | 40                           | 52                           | –                            | 31                           | –                            | 37                           | –                            | –                            | –                            | –                            | –                            | 79                           | - USA: złota płyta | Ultraviolence                                       |
| 2014                                                     | „Ultraviolence”                                                         | –                            | 105                          | –                            | –                            | 12                           | 38                           | –                            | –                            | –                            | 88                           | –                            | –                            | –                            | –                            | –                            | 70                           | - UK: srebrna płyta - USA: złota płyta                                                                                            | Ultraviolence                                       |
| 2014                                                     | „Brooklyn Baby”                                                         | –                            | 86                           | 35                           | 64                           | 32                           | 60                           | –                            | 36                           | –                            | 33                           | –                            | –                            | 87                           | 19                           | –                            | 101                          | - UK: srebrna płyta - USA: złota płyta                                                                                            | Ultraviolence                                       |
| 2015                                                     | „High by the Beach”                                                     |                              | 60                           | 51                           | 56                           |                              |                              |                              |                              |                              |                              | 75                           |                              |                              | –                            |                              | 51                           | - UK: srebrna płyta - USA: złota płyta - POL: złota płyta                                                                         | Honeymoon                                           |
| 2015                                                     | „Music to Watch Boys To”                                                |                              | 186                          | –                            | –                            |                              |                              |                              |                              |                              |                              | –                            |                              |                              | –                            |                              | –                            | | Honeymoon                                           |
| 2017                                                     | „Love”                                                                  |                              | 41                           | 41                           | 43                           |                              |                              |                              |                              |                              |                              | 68                           |                              |                              | –                            |                              | 44                           | - ITA: złota płyta - SWE: złota płyta - UK: srebrna płyta - USA: platynowa płyta - POL: złota płyta                               | Lust for Life                                       |
| 2017                                                     | „Lust for Life” (gościnnie: The Weeknd)                                 |                              | 38                           | 44                           | 51                           |                              |                              |                              |                              |                              |                              | 65                           |                              |                              | –                            |                              | 64                           | - AUS: platynowa płyta - UK: srebrna płyta - USA: platynowa płyta - POL: złota płyta                                              | Lust for Life                                       |
| 2017                                                     | „Summer Bummer” (gościnnie: ASAP Rocky, Playboi Carti)                  |                              | 81                           | –                            | –                            |                              |                              |                              |                              |                              |                              | –                            |                              |                              | –                            |                              | 123                          | - USA: złota płyta | Lust for Life                                       |
| 2017                                                     | „Groupie Love” (gościnnie: ASAP Rocky)                                  |                              | –                            | –                            | –                            |                              |                              |                              |                              |                              |                              | –                            |                              |                              | –                            |                              | –                            | | Lust for Life                                       |
| 2018                                                     | „You Must Love Me” (oraz Andrew Lloyd Webber)                           |                              |                              |                              |                              |                              |                              |                              |                              |                              |                              |                              |                              |                              |                              |                              |                              | | Unmasked: The Platinum Collection                   |
| 2018                                                     | „Mariners Apartment Complex”                                            |                              | 79                           | 93                           | –                            |                              |                              |                              |                              |                              |                              | –                            |                              |                              | –                            |                              | –                            | - UK: srebrna płyta | Norman Fucking Rockwell                             |
| 2018                                                     | „Venice Bitch”                                                          |                              | –                            | –                            | –                            |                              |                              |                              |                              |                              |                              | –                            |                              |                              | –                            |                              | –                            | | Norman Fucking Rockwell                             |
| 2019                                                     | „Hope Is a Dangerous Thing for a Woman like Me to Have – but I Have It” |                              | 99                           | –                            | –                            |                              |                              |                              |                              |                              |                              | –                            |                              |                              | –                            |                              | –                            | | Norman Fucking Rockwell                             |
| 2019                                                     | „Doin’ Time”                                                            |                              | 75                           | –                            | –                            |                              |                              |                              |                              |                              |                              | –                            |                              |                              | –                            |                              | 104                          | - CAN: złota płyta - POL: platynowa płyta - POR: złota płyta - UK: złota płyta - USA: platynowa płyta                             | Norman Fucking Rockwell                             |
| 2019                                                     | „The Greatest”                                                          |                              |                              |                              |                              |                              |                              |                              |                              |                              |                              |                              |                              |                              |                              |                              |                              | | Norman Fucking Rockwell                             |
| 2019                                                     | „Don’t Call Me Angel” (oraz Ariana Grande, Miley Cyrus)                 |                              |                              |                              |                              |                              |                              |                              |                              |                              |                              |                              |                              |                              |                              |                              |                              | - AUS: platynowa płyta - BRA: platynowa płyta - CAN: złota płyta - NOR: złota płyta - POL: platynowa płyta - UK: srebrna płyta    | Charlie's Angels (soundtrack)                       |
| 2020                                                     | „Let Me Love You like a Woman”                                          |                              |                              |                              |                              |                              |                              |                              |                              |                              |                              |                              |                              |                              |                              |                              |                              | | Chemtrails over the Country Club                    |
| 2021                                                     | „Chemtrails over the Country Club”                                      |                              |                              |                              |                              |                              |                              |                              |                              |                              |                              |                              |                              |                              |                              |                              |                              | - UK: srebrna płyta - BRA: 2x platynowa płyta - POL: platynowa płyta - AUS: złota płyta - ESP: złota płyta                        | Chemtrails over the Country Club                    |
| 2021                                                     | „White Dress”                                                           |                              |                              |                              |                              |                              |                              |                              |                              |                              |                              |                              |                              |                              |                              |                              |                              | | Chemtrails over the Country Club                    |
| 2021                                                     | „Tulsa Jesus Freak”                                                     |                              |                              |                              |                              |                              |                              |                              |                              |                              |                              |                              |                              |                              |                              |                              |                              | | Chemtrails over the Country Club                    |
| 2021                                                     | „Blue Banisters”                                                        |                              |                              |                              |                              |                              |                              |                              |                              |                              |                              |                              |                              |                              |                              |                              |                              | | Blue Banisters                                      |
| 2021                                                     | „Arcadia”                                                               |                              |                              |                              |                              |                              |                              |                              |                              |                              |                              |                              |                              |                              |                              |                              |                              | | Blue Banisters                                      |
| 2022                                                     | „Watercolor Eyes”                                                       |                              |                              |                              |                              |                              |                              |                              |                              |                              |                              |                              |                              |                              |                              |                              |                              | | Euphoria: Season 2 (soundtrack)                     |
| 2022                                                     | „Did You Know That There’s a Tunnel Under Ocean Blvd”                   |                              |                              |                              |                              |                              |                              |                              |                              |                              |                              |                              |                              |                              |                              |                              |                              | | Did You Know That There’s a Tunnel Under Ocean Blvd |
| 2023                                                     | „A&W”                                                                   |                              |                              |                              |                              |                              |                              |                              |                              |                              |                              |                              |                              |                              |                              |                              |                              | | Did You Know That There’s a Tunnel Under Ocean Blvd |
| 2023                                                     | „The Grants”                                                            |                              |                              |                              |                              |                              |                              |                              |                              |                              |                              |                              |                              |                              |                              |                              |                              | | Did You Know That There’s a Tunnel Under Ocean Blvd |
| 2023                                                     | „Say Yes to Heaven”                                                     |                              |                              |                              |                              |                              |                              |                              |                              |                              |                              |                              |                              |                              |                              |                              |                              | - POL: 2x platynowa płyta | singel niealbumowy                                  |
| 2023                                                     | „Candy Necklace” (gośc. Jon Batiste)                                    |                              |                              |                              |                              |                              |                              |                              |                              |                              |                              |                              |                              |                              |                              |                              |                              | | Did You Know That There’s a Tunnel Under Ocean Blvd |
| 2024                                                     | „Tough” (oraz Quavo)                                                    |                              |                              |                              |                              |                              |                              |                              |                              |                              |                              |                              |                              |                              |                              |                              |                              | |                                                     |
| „–” oznacza, że singel nie był notowany na danej liście. |                                                                         |                              |                              |                              |                              |                              |                              |                              |                              |                              |                              |                              |                              |                              |                              |                              |                              | |                                                     |

### Jako artysta gościnny
| Rok  | Singel                                                 | Certyfikaty                                      | Album                                  |
| ---- | ------------------------------------------------------ | ------------------------------------------------ | -------------------------------------- |
| 2015 | „Wait for Life” (Emile Haynie; gośc. Lana Del Rey)     |                                                  | We Fall                                |
| 2018 | „Woman” (Cat Power; gośc. Lana Del Rey)                |                                                  | Wanderer                               |
| 2018 | „God Save Our Young Blood” (BØRNS; gośc. Lana Del Rey) |                                                  | Blue Madonna                           |
| 2020 | „Hallucinogenics” (Matt Maeson; gośc. Lana Del Rey)    | - CAN: 2x platynowa płyta - USA: platynowa płyta | Bank on the Funeral                    |
| 2021 | „Secret Life” (Bleachers; gośc. Lana Del Rey)          |                                                  | Take the Sadness Out of Saturday Night |
| 2023 | „Lost at Sea” (Rob Grant; gośc. Lana Del Rey)          |                                                  | Lost at Sea                            |
| 2023 | „Hollywood Bowl” (Rob Grant; gośc. Lana Del Rey)       |                                                  | Lost at Sea                            |
| 2023 | „Summertime” (Kontra K; gośc. Lana Del Rey)            |                                                  | Die Hoffnung klaut mir Niemand         |

### Single promocyjne
| Rok  | Singel                             | Certyfikaty                            | Album                                          |
| ---- | ---------------------------------- | -------------------------------------- | ---------------------------------------------- |
| 2011 | „Off to the Races”                 | - UK: srebrna płyta - USA: złota płyta | Born to Die                                    |
| 2012 | „Carmen”                           | - USA: złota płyta                     | Born to Die                                    |
| 2012 | „Blue Velvet”                      |                                        | Paradise                                       |
| 2013 | „Burning Desire”                   |                                        | Paradise                                       |
| 2014 | „Black Beauty”                     |                                        | Ultraviolence                                  |
| 2015 | „Terrence Loves You”               |                                        | Honeymoon                                      |
| 2015 | „Honeymoon”                        |                                        | Honeymoon                                      |
| 2017 | „Coachella – Woodstock in My Mind” |                                        | Lust for Life                                  |
| 2019 | „Season of the Witch”              |                                        | Scary Stories to Tell in the Dark (soundtrack) |
| 2019 | „Looking for America”              |                                        |                                                |
| 2019 | „Fuck It I Love You”               |                                        | Norman Fucking Rockwell!                       |
| 2020 | „LA Who Am I to Love You”          |                                        | Violet Bent Backwards over the Grass           |
| 2020 | „You'll Never Walk Alone”          |                                        | The End of the Storm (soundtrack)              |
| 2021 | „Wildflower Wildfire”              |                                        | Blue Banisters                                 |
| 2021 | „Text Book”                        |                                        | Blue Banisters                                 |
| 2023 | „Take Me Home, Country Roads”      |                                        | singel niealbumowy                             |

## Inne notowane lub certyfikowane utwory
| Rok  | Tytuł                                                           | Pozycja | Pozycja | Pozycja | Pozycja  | Pozycja | Certyfikat | Album                                               |
| Rok  | Tytuł                                                           | US      | US Rock | FRA     | NZ Heat. | UK      | Certyfikat | Album                                               |
| ---- | --------------------------------------------------------------- | ------- | ------- | ------- | -------- | ------- | --- | --------------------------------------------------- |
| 2012 | „Radio”                                                         | –       | –       | 67      | –        | –       | - UK: srebrna płyta - USA: platynowa płyta                                                                                 | Born to Die                                         |
| 2012 | „Without You”                                                   | –       | –       | –       | –        | 121     | | Born to Die                                         |
| 2012 | „Diet Mountain Dew”                                             |         |         |         |          |         | - UK: srebrna płyta - USA: złota płyta                                                                                     | Born to Die                                         |
| 2012 | „Million Dollar Man”                                            |         |         |         |          |         | - USA: złota płyta | Born to Die                                         |
| 2012 | „This Is What Makes Us Girls”                                   |         |         |         |          |         | - USA: złota płyta | Born to Die                                         |
| 2012 | „Body Electric”                                                 | –       | 32      | 103     |          | 160     | | Paradise                                            |
| 2012 | „Bel Air”                                                       | –       | 50      | 105     | –        | 184     | | Paradise                                            |
| 2012 | „Gods And Monsters”                                             | –       | 15      | 92      | –        | 39      | - USA: złota płyta | Paradise                                            |
| 2012 | „Cola”                                                          | –       | 22      | 71      | –        | 120     | - USA: złota płyta | Paradise                                            |
| 2012 | „American”                                                      | –       | 29      | 84      | –        | 151     | | Paradise                                            |
| 2012 | „Yayo”                                                          | –       | –       | 120     | –        | –       | | Paradise                                            |
| 2014 | „Old Money”                                                     | –       | –       | 190     | –        | –       | | Ultraviolence                                       |
| 2014 | „Is This Happiness”                                             | –       | –       | 164     | –        | 161     | | Ultraviolence                                       |
| 2014 | „Florida Kilos”                                                 | –       | –       | –       | –        | 195     | | Ultraviolence                                       |
| 2015 | „Prisoner” (The Weeknd; gośc. Lana Del Rey)                     | 47      | –       | 113     | –        | 78      | - CAN: złota płyta - USA: platynowa płyta                                                                                  | Beauty Behind the Madness                           |
| 2015 | „Art Deco”                                                      |         |         |         |          |         | - POL: platynowa płyta | Honeymoon                                           |
| 2015 | „Salvatore”                                                     |         |         |         |          |         | - POL: złota płyta | Honeymoon                                           |
| 2016 | „Stargirl Interlude” (The Weeknd; gośc. Lana Del Rey)           | 61      | –       | –       | –        | 51      | - CAN: złota płyta - FRA: złota płyta - POL: platynowa płyta - UK: złota płyta                                             | Starboy                                             |
| 2017 | „13 Beaches”                                                    | –       | 27      | 195     | –        | –       | | Lust for Life                                       |
| 2017 | „Cherry”                                                        | –       | –       | –       | 4        | –       | - USA: złota płyta - POL: złota płyta                                                                                      | Lust for Life                                       |
| 2017 | „Beautiful People Beautiful Problems” (gościnnie: Stevie Nicks) | –       | 29      | –       | 5        | –       | | Lust for Life                                       |
| 2017 | „Tomorrow Never Came” (gościnnie: Sean Ono Lennon)              | –       | 40      | –       | –        | –       | | Lust for Life                                       |
| 2017 | „Get Free"                                                      | –       | 20      | –       | –        | –       | | Lust for Life                                       |
| 2017 | „White Mustang”                                                 |         |         |         |          |         | - POL: złota płyta | Lust for Life                                       |
| 2019 | „Norman Fucking Rockwell”                                       |         |         |         |          |         | - UK: srebrna płyta | Norman Fucking Rockwell                             |
| 2019 | „Cinnamon Girl”                                                 |         |         |         |          |         | - POL: platynowa płyta - UK: srebrna płyta                                                                                 | Norman Fucking Rockwell                             |
| 2019 | „Happiness is a Butterfly”                                      |         |         |         |          |         | - USA: złota płyta - POL: złota płyta - UK: srebrna płyta - AUS: złota płyta                                               | Norman Fucking Rockwell                             |
| 2022 | „Snow on the Beach” (Taylor Swift; gośc. Lana Del Rey)          |         |         |         |          |         | - AUS: platynowa płyta - CAN: platynowa płyta - MEX: złota płyta - NZL: złota płyta - POR: złota płyta - UK: srebrna płyta | Midnights                                           |
| 2023 | „Margaret” (gośc. Bleachers)                                    |         |         |         |          |         | - POL: złota płyta | Did You Know That There’s a Tunnel Under Ocean Blvd |

## Teledyski
| Rok  | Tytuł                 | Reżyseria                    |
| ---- | --------------------- | ---------------------------- |
| 2011 | „Video Games”         | Lana Del Rey                 |
| 2011 | „Born to Die”         | Yoann Lemoine                |
| 2012 | „Blue Jeans”          | Yoann Lemoine                |
| 2012 | „Carmen”              | Lana Del Rey                 |
| 2012 | „Summertime Sadness”  | Kyle Newman, Spencer Susser  |
| 2012 | „National Anthem”     | Anthony Mandler              |
| 2012 | „Blue Velvet”         | Johan Renck                  |
| 2012 | „Ride”                | Anthony Mandler              |
| 2013 | „Burning Desire”      | Adam Smith                   |
| 2013 | „Chelsea Hotel No 2”  | Adam Smith                   |
| 2013 | „Summer Wine”         | Lana Del Rey                 |
| 2013 | „Young and Beautiful” | Chris Sweeney, Sophie Muller |
| 2013 | „Tropico”             | Anthony Mandler              |
| 2014 | „West Coast”          | Vincent Haycock              |
| 2014 | „Shades of Cool”      | Jake Nava                    |
| 2014 | „Ultraviolence”       | Francesco Carrozzini         |
| 2017 | „White Mustang”       | Rich Lee                     |